# 한국식품산업협회
한국식품산업협회(韓國食品産業協會, Korea Foods Industry Association, 약칭: KFIA)는 식품산업 발전과 식품위생 향상을 도모함으로써 식품제조업체 상호간의 이익과 국민보건 증진을 위하여 설립된 특수법인이다. 서울특별시 서초구 남부순환로 2423 (서초동 1449-12번지)에 위치하고 있다.

## 설립 근거
- 식품위생법 제64조[3]

## 연혁
- 1969년 10월 7일 사단법인 한국식품공업협회 창립
- 1986년 5월 10일 식품위생법 제52조에 의한 법정단체로 전환
- 1986년 5월 22일 협회회관 건립
- 1986년 7월 4일 부설 한국식품연구소 설립
- 1995년 8월 31일 위생교육실시기관 지정
- 2001년 5월 2일 한국식품연구소 부산지소 개소
- 2009년 10월 15일 박인구 회장 취임
- 2010년 2월 26일 방옥균 부회장 취임
- 2010년 9월 9일 식품위생검사교육기관 지정
- 2010년 12월 28일 청도한중식품공업연구유한공사(한국식품연구소 청도지소) 개소
- 2011년 4월 13일 HACCP 교육훈련기관 지정
- 2012년 2월 5일 한국식품산업협회로 명칭 변경[4]
- 2012년 10월 12일 박인구 회장 재선임[5]
- 2013년 6월 26일 윤영식 상근부회장 선임[6]

## 주요 업무
- 식품산업에 관한 조사·연구
- 식품 및 식품첨가물과 그 원재료(原材料)에 대한 시험·검사 업무
- 식품위생과 관련한 교육
- 영업자 중 식품이나 식품첨가물을 제조·가공·운반·판매 및 보존하는 자의 영업시설 개선에 관한 지도
- 회원을 위한 경영지도
- 식품안전과 식품산업 진흥 및 지원·육성에 관한 사업
- 위에 규정된 사업의 부대사업

## 조직

### 자문위원회

#### 업종별분과위원회
- 제과분과위원회
- 청량음료분과위원회
- 유자·조미식품분과위원회
- 면류분과위원회
- 다류분과위원회
- 당류분과위원회
- 식품첨가물분과위원회
- 기타분과위원회

#### 전문분과위원회
- 법령제도분과위원회
- 산업기획분과위원회
- 연구소장협의회
- 홍보분과위원회
- 기타분과위원회

#### 상근부회장

##### 총무부
- 총무팀
- 회계팀

##### 식품안전부
- 식품정책팀
- 식품안전팀

##### 위생교육부
- 위생교육팀
- 교육관리팀
- 교육기획팀

##### 산업진흥부
- 산업기획팀
- 산업지원팀
- 산업교육팀

##### 홍보실
- 홍보출판팀

##### 식품안전지원단
- HACCP지원팀
- 현장지원팀

## 소속기관
- 한국식품연구소

## 같이 보기
- 한국식품발전협회
- 한국식품안전협회
- 한국전통식품협회
- 국가식품클러스터지원센터